# Pingviner i populärkultur

Linuxpingvinen Tux.

Pingvinernas popularitet över stora delar av världen beror sannolikt på deras ovanliga, upprätta vaggande gång, deras fantastiska simförmåga och att de, till skillnad mot andra fåglar, är orädda i kontakten med människor. Pingvinens svarta och vita fjäderdräkt jämförs ofta med en frack och genererar humoristiska kommentarer om att den är "välklädd".

## Pingvinfigurer i populärkulturen
- Bad Badtz-Maru - En Sanrio-karaktär som är en älskvärd "bad boy".
- Chilly Willy - tecknad pingvin som är mest känd från Hacke Hackspett.
- Feathers McGraw - från Wallace & Grommit's Wallace & Gromit: Fel brallor.
- Frobisher (Doctor Who) - karaktär från Doctor Whos skämttidning
- Mumble "Happy Feet" - huvudkaraktär i filmen Happy Feet.
- Opus the Penguin - tecknad pingvin skapad av Berkeley Breathed.
- Pingu - stop motion-animerad TV-serie om en liten pingvin.
- Pingvinen - skurk i Batman.
- Pittsburgh Penguins, - ishockeyklubb i Pittsburgh.
- Tux - Officiell maskot till Linux

### I tv- och datorspelsvärlden
- Segas tv-spel från 1982, Pengo, innehåller en pingvin.
- Det populära flash-spelet Pingu Throw innehåller som namnet antyder en pingvin.
- Datorspelet Pingus, som liknar spelet Lemmings, innehåller pingviner.
- Linux pingvinmaskot Tux återfinns i ett antal spel, till exempel i Tux Racer och Freedroid RPG.
- I Nintendo 64-spelet Super Mario 64 finns en bana där en pingvinmamma och hennes barn är ledande karaktärer, dessa karaktärer återfinns i spel som Mario Kart 64, Dance Dane Revolution: Mario Mix, och Mario Pinball Land.
- Penta Penguin, en karaktär från Crash Bandicoot-serien, är en pingvin.
- Pingviner är avatarerna för Club Penguin.

### Serier om pingviner
- Opus the Penguin var huvudkaraktär i Berke Breatheds serier Bloom County, Outland, och Opus.
- Sparky är huvudkaraktär i Tom Tomorrows serie This Modern World.
- Pokey the Penguin är en populär webbserie.
- Pelle Pingvin (engelska Chilly Willy), tecknad serie och film-pingvin. En Pelle Pingvin-serie publicerades på svenska i tidningen Hacke Hackspett.

### Pingviner på film
- 3-2-1 Penguins! var en serie animerade videor med kristet budskap. Serien producerades av Big Idea Productions.
- I filmen Madagaskar har fyra pingviner (Skipper, Kowalski, Rico och Private) ledande roller, dock inte huvudroller. Dessa pingviner fick senare en egen serie på Nickelodeon, Pingvinerna från Madagaskar.
- Filmen Billy Madison innehåller en pingvin som är nemesis till Adam Sandlers roll.
- Happy Feet, datoranimerad film innehållandes pingviner.
- Pingvinen är en skurk i Batman.
- Pingvinen som alltid frös är en kortfilm som handlar om den frusna pingvinen Pablo, som beger sig iväg från Antarktis och till slut hamnar i Söderhavet. Filmen har både visats som fristående kortfilm, samt som en del i filmen Tre Caballeros (på svenska även känd som Kalle Anka i Sydamerika och under originaltiteln The Three Caballeros).

### Klädmode
- Original Penguin är ett klädmärke, vars kläder Adam Brody bär i tv-serien OC.

### Musik
- Sack Tricks andra album, Penguins on the Moon, berättar historien om fyra pingviner som reser till månen för att hitta ett mer beboeligt klimat.
- dredgs femte album El Cielo innehåller en sång kallad "Triangel" där en återkommande fråga i låten är; "We live like Penguins in the desert, why can't we live like tribes?"
- Woobs album Woob1194 visar kejsarpingviner på omslaget.
- Pigloo är ett franskt band som baserar sina låtar på pingviner. I deras videor återfinns även animerade pingviner.
- Fleetwood Mac gav 1973 ut ett album med titeln Penguin.

### Godis
- Pingvin, danskt lakrits-godis.[3]
- Penguin, chokladkex av McVitie's

## Pingviner i det militära och i politiken
- Pingvinen är inofficiell symbol för Libertarian Party.
- Pingvinen Vic var en karaktär som skapades för att verka för turism i Victoria, Australien.
- Anhängare och medarbetare till Argentinas tidigare president Néstor Kirchner är kända som pingviner, och pingüino (det spanska ordet för pingvin) är presidentens smeknamn.
- Kongsberg Penguin, en sjömålsrobot, skapad av Kongsberg Defence & Aerospace.
- HMS Pingvinen (A248) är ett torped- och robotbärgningsfartyg i svenska flottan.

## Pingviner i litteraturen
- Penguin Books (ibland översatt till pingvinböcker) är ett brittiskt bokförlag som grundades 1935 av Allen Lane.
- Barnboken Mr. Popper's Penguins handlar om Mr. Popper, hans familj, och de 12 pingviner som de bor med.
- L'Île des Pingouins (Pingvin-ön) av Anatole France.
- Gus and Waldo's Book of Love är en bilderbok som handlar om två homosexuella pingviner som är kära i varandra.

## Platser
- Penguin är en stad i Tasmanien i Australien.